# Karl Peglau
Karl Peglau (* 18. Mai 1927 in Muskau; † 29. November 2009 in Berlin) war ein deutscher Verkehrspsychologe und Erfinder der Ost-Ampelmännchen.

## Leben
Nach der mittleren Reife erlernte Karl Peglau die Berufe Maschinenschlosser und Technischer Zeichner. Nach dem Zweiten Weltkrieg holte er in Berlin an der Humboldt-Universität sein Abitur nach und studierte dort zuerst einige Semester Mathematik/Physik, dann Psychologie. 1954 erhielt er sein Diplom als Psychologe.
Von 1957 bis zum Ende der DDR arbeitete Peglau als leitender Verkehrspsychologe beim medizinischen Dienst des Verkehrswesens der DDR. In dieser Position beschäftigte er sich lange Zeit mit Verkehrsunfällen und Möglichkeiten, diese zu verhindern.
Peglau stellte fest, dass es möglich wäre die Sicherheit zu erhöhen, indem man alle Verkehrsteilströme mit eigenen Ampeln getrennt leite. Diese Ampeln sollten jeweils eigene prägnante Leitsymbole aufweisen. Im Zuge entsprechender Entwürfe entwickelte Peglau 1961 auch die Ampelmännchen. 

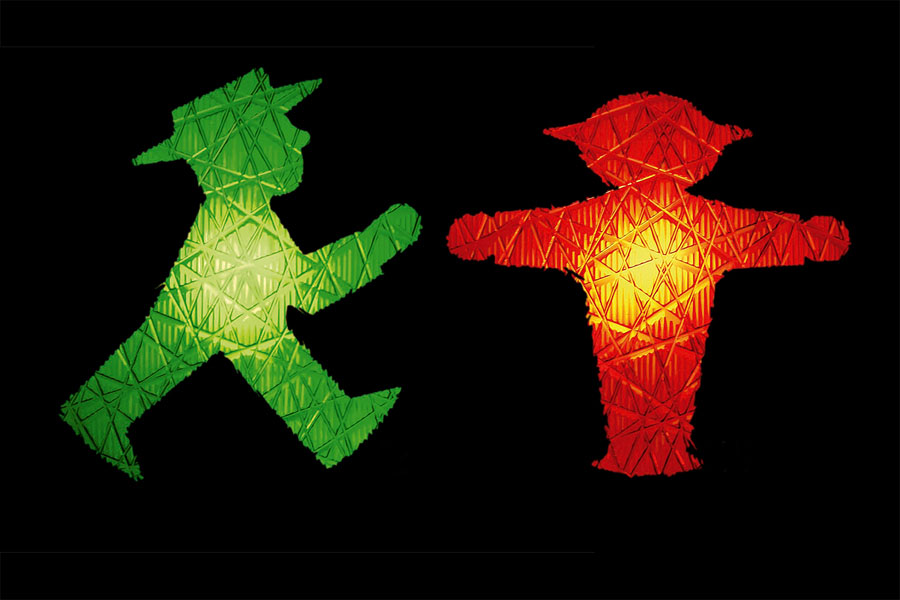
Die von Karl Peglau gestalteten Ampelmännchen

Nach verschiedenen Prüfungen und der Einführung der ersten entsprechenden Fußgängerampel 1969 in Ost-Berlin wurden diese Ampelmännchen 1970 als offizielle Fußgängersignale in den Lichtsignalstandard der DDR aufgenommen.
Nach der Wiedervereinigung 1990 wurde Karl Peglau in den vorzeitigen Ruhestand geschickt und die Ost-Ampelmännchen wurden schrittweise gegen die westdeutsche Variante ausgetauscht. In der Bevölkerung kam es daraufhin zu Protesten und das „Komitee zur Rettung der Ampelmännchen“ wurde gegründet, in dem Karl Peglau als Ehrenmitglied wirkte.
Es folgte die Wiedereinführung der Ost-Ampelmännchen, zunächst in den Gebieten der ehemaligen DDR, später auch in West-Berlin und weiteren westdeutschen Städten.
Produktdesigner Markus Heckhausen, der zunächst aus abgebauten Ampelgläsern Lampen herstellte und sich unter anderem im „Komitee zur Rettung der Ampelmännchen“ für das Bestehen der Ost-Ampelmännchen als offizielles Fußgängersignal einsetzte, nahm 1996 Kontakt zu Karl Peglau auf. Dieser übertrug ihm die Nutzungsrechte an den Ost-Ampelmännchen. Gemeinsam entwickelten Peglau und Heckhausen 1997 das Buch vom Ampelmännchen, welches die Geschichte der Entstehung und Rettung der Ampelmännchen thematisiert.
Seit der Gründung der AMPELMANN GmbH 1996 durch Markus Heckhausen entwickelte sich das Ampelmännchen zu einer Marke, die gerade heute als Souvenir, Ostalgieprodukt und Berlin-Symbol beliebt ist.
Bis zu seinem Tod 2009 arbeitete Peglau in der AMPELMANN GmbH mit und war in viele Entscheidungsprozesse – speziell in die Produktentwicklung – mit eingebunden. Auch wenn Peglau somit auch finanziell am Erfolg der Ost-Ampelmännchen beteiligt war, stand bei ihm immer der verkehrspsychologische Aspekt im Vordergrund. Es war ihm wichtig, die Vorteile gegenüber anderen Leitsymbolen, wie die bessere Sichtbarkeit und die damit einhergehende Erhöhung der Sicherheit, in den Fokus zu rücken.
Mit seiner Frau Hildegard Peglau, mit der er bis zu seinem Tod verheiratet war, hatte er zwei gemeinsame Kinder und mehrere Enkelkinder.
Am 29. November 2009 starb er 82-jährig nach langer Krankheit in Berlin.

## Tennissport
Peglau spielte zeitlebens leidenschaftlich Tennis. Am 23. Juni 1949 gründete er als Student die Sparte Tennis an der Humboldt-Universität zu Berlin, die bis heute als Humboldt TC besteht. Bis 1951/52 war Peglau Vorsitzender und bis zu seinem Tod dessen Ehrenmitglied. In den 1950er Jahren sicherte er sich mehrfach den Titel des Berliner Studentenmeisters und war auch über die Grenzen Berlins hinaus in der Tennisszene bekannt. Zweimal wurde Peglau DDR-Seniorenmeister. Auch an internationalen und nationalen Eisenbahner-Meisterschaften nahm Peglau erfolgreich teil. In den 1970er und 80er Jahren betätigte er sich als Turnierleiter internationaler Hochschulturniere.